# Баттелли, Серджо
Серджо Баттелли (итал. Sergio Battelli, родился 7 октября 1982 года в Генуе) — итальянский политик, депутат Палаты депутатов Италии от Движения пяти звёзд.

## Биография
Окончил среднюю школу, работал в течение 10 лет в зоомагазине. С 2009 года занялся политикой, участвуя в региональных выборах в Варацце по списку движения «Обычные люди» (итал. Gente comune). Как представитель Движения пяти звёзд, Баттелли был избран городским советником. Избран в Палату депутатов 5 марта 2013 года по итогам парламентских выборов от избирательного округа провинции Лигурия. С 7 мая 2013 года — член VII комиссии (по культуре, науке и образованию).
Баттелли ведёт несколько блогов в Интернете, а также выступает в рок-группах «Red Lips» и «MUSIC 5 STARS».